# 普川光男
普川 光男（ふがわ みつお、1932年3月12日- 2006年6月2日 ）は、日本の経営者。日清製油(現在の日清オイリオグループ)社長、会長を務めた。

## 来歴・人物
神奈川県出身。1954年に成城大学経済学部を卒業し、同年に日清製油に入社した。1974年11月に取締役に就任し、1976年12月に常務、1979年6月に専務を経て、1980年6月に社長に就任。1996年6月に会長に就任。
1990年11月に藍綬褒章を受章。
2006年6月2日、肺腺癌のために死去。74歳没。